# Bois de Boulogne

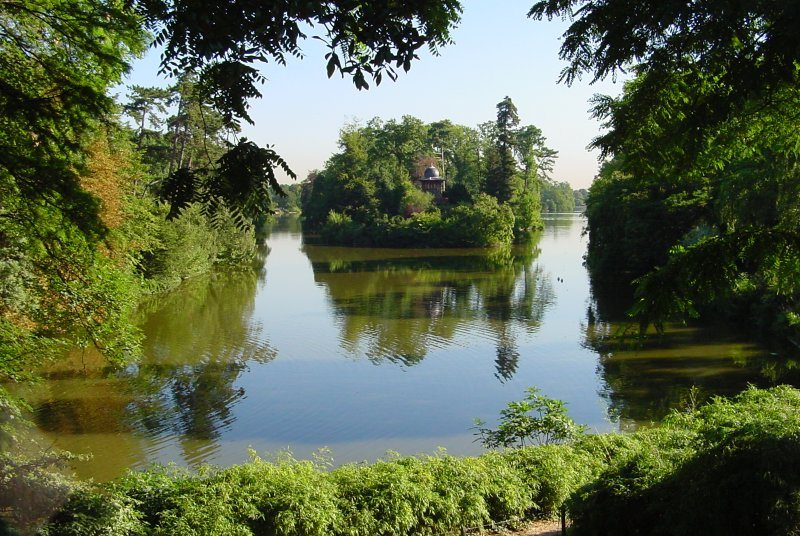
Lac Inférieur („Unterer See“) im Bois de Boulogne

Der Bois de Boulogne (bwa.d(ə).bu.lɔɲ; deutsch „Wald von Boulogne“) ist ein Wald und Park im Arrondissement XVI (Passy) im Westen von Paris und an die Vororte Neuilly-sur-Seine sowie Boulogne-Billancourt grenzend.

## Allgemeines
Im Größenvergleich von Stadtparks der Welt rangiert er mit einer Fläche von 8,5 km² nach dem Londoner Richmond Park, dem Amsterdamse Bos und dem Birminghamer Sutton Park, er ist aber zweieinhalb mal größer als der New Yorker Central Park und 3,3 mal größer als der Hyde Park in London. In seinem östlichen Teil wird er beeinträchtigt durch den Boulevard périphérique, einen Autobahnring, der allerdings nach Bürgerprotesten zum Teil in Tieflage gelegt wurde. An seinem westlichen Rand, am Ufer der Seine, liegt der einzige stadtnahe Campingplatz von Paris.

## Geschichte

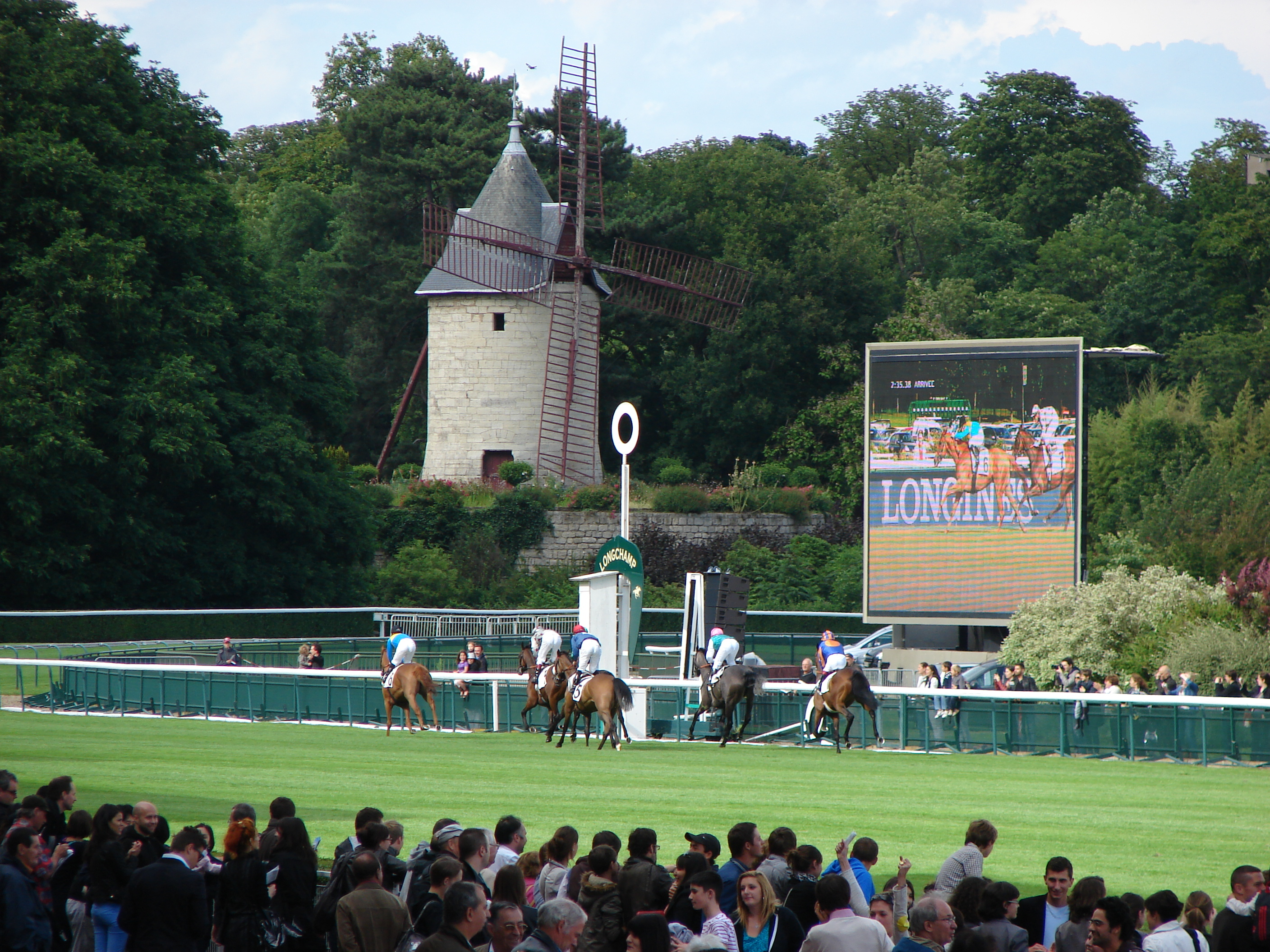
Mühle (1312) des ehemaligen Klosters Longchamp, heute Pumpstation. Daneben die Pferderennbahn Longchamp

An der Stelle des Bois de Boulogne lag ursprünglich das Jagdgebiet des um 1154 entstandenen Forêt de Rouvray. Bereits der Frankenkönig Dagobert I. kam im 7. Jahrhundert hierher, um zu jagen. Im Jahre 1256 entstand die Abtei Longchamp in Höhe der heutigen Pferderennbahn Longchamp. Hiervon erhalten ist heute noch die aus 1312 stammende Mühle. Um 1308 ließ Philipp der Schöne nach seiner Wallfahrt nach Boulogne-sur-Mer zu Ehren der dort verehrten Marienerscheinung eine Kapelle errichten, die den Namen „Notre Dame de Boulogne“ erhielt. Nach dieser Kapelle, die unter seinem Sohn Philipp V. vollendet wurde, benannten sich der Ort Boulogne-sur-Seine (das heutige Boulogne-Billancourt) und der Bois de Boulogne.

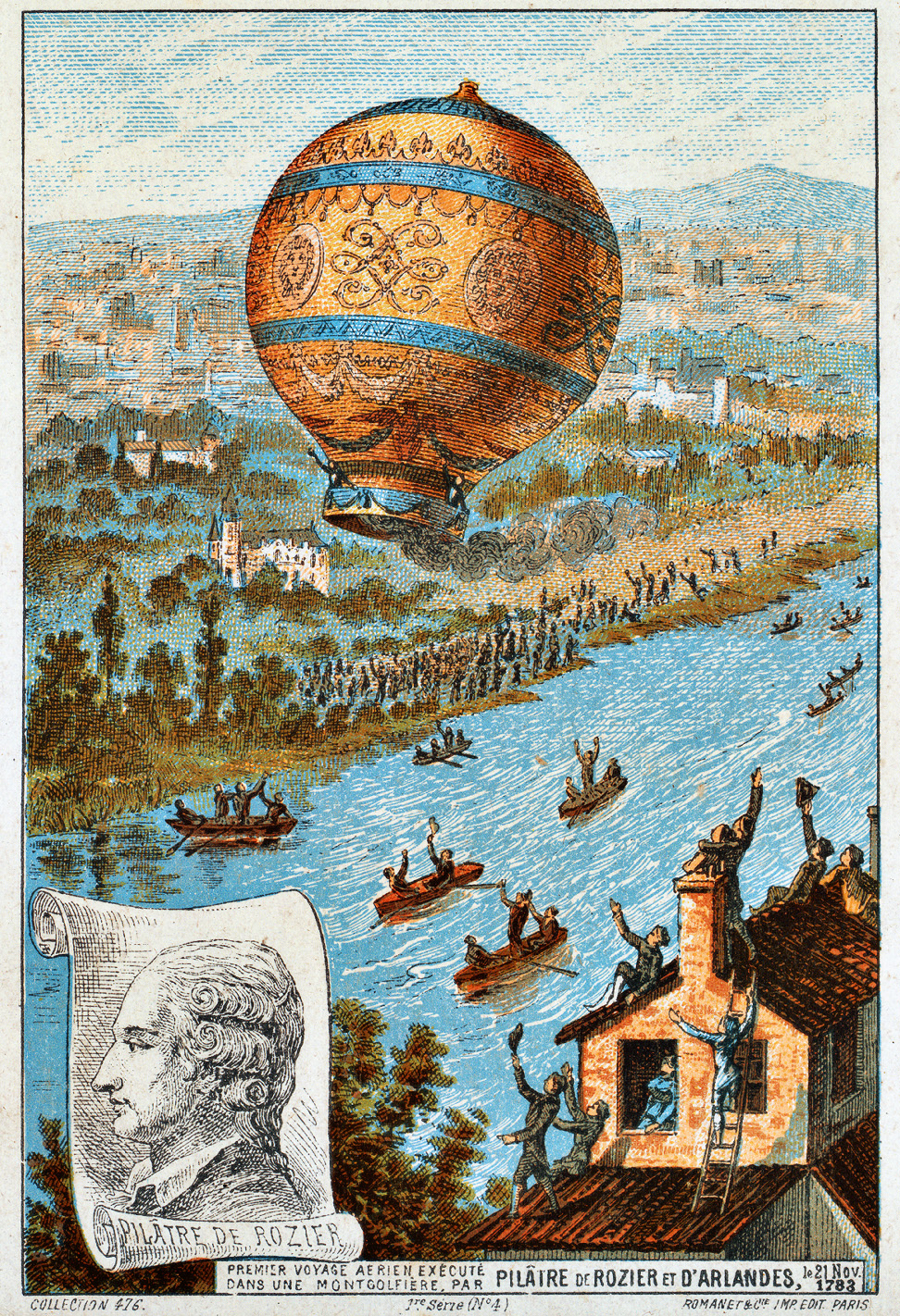
Erster bemannter Freiflug am 21. November 1783

Erst Ludwig XVI. machte um 1783 sein Jagdrevier für das Publikum zugänglich. Am 21. November 1783 starteten Jean-François Pilâtre de Rozier und François Laurent d'Arlandes vom Château de la Muette am Parkrand zur ersten bemannten Ballonfahrt. Nach der Niederlage Napoleons I. im April 1814 kampierten im Park etwa 40.000 Soldaten der russischen und englischen Armeen. Seit der Februarrevolution 1848 gehörte das Waldgebiet zu den Staatsdomänen, bis es durch Dekret vom 13. Juli 1852 an die Stadt Paris überging.
Der in Paris arbeitende Kölner Architekt Jakob Ignaz Hittorff und der Landschaftsarchitekt Lous-Sulpice Varé reichten Pläne für die systematische Anlage eines Stadtparks ein, die im Februar 1853 Napoleon III. genehmigte. Die ihn umgebende Mauer wurde abgetragen, es entstanden Wege und künstliche Wasserflächen. Louis Bonaparte, seit seinem Exil in London durch das Beispiel des Hyde Parks beeinflusst, versuchte, mit dem Bois de Boulogne und dem Bois de Vincennes Ähnliches für Paris zu schaffen. Der Kaiser wünschte deshalb im Park die Anlage eines flussähnlichen Gewässers. Varé bedachte bei dem von ihm geplanten 1,5 km langen Wassergraben nicht richtig dessen Fließgeschwindigkeit, so dass der Bach unterwegs versiegte. Präfekt Georges-Eugène Haussmann entließ deshalb im November 1854 beide Architekten und setzte Jean-Charles Alphand und den Landschaftsgärtner Jean-Pierre Barillet-Deschamps ein. Alphand – seit kurzem Pariser Parkdirektor – übernahm den Weiterbau und überwachte 1200 Arbeiter, wobei er sich keine exakte Kopie der Natur, sondern ein Kunstwerk vorstellte. Die beiden lösten das Wasserproblem durch die Schaffung künstlicher Wasserfälle (Kaskaden). Die zahlreichen Chalets, Pavillons, Restaurants, aber auch der Jardin d’Acclimatation wurden durch den Architekten Gabriel Davioud realisiert. Unter seiner Leitung wurden an die 400.000 Bäume gepflanzt und ca. 95 km Reitwege eingerichtet. Heute bestehen 28 km Reitwege, 15 km Radwege sowie viele Wanderwege. Der Bau des Parks verschlang Baukosten von 14,3 Millionen Francs bis zu seiner Eröffnung am 5. Juli 1854.
Während des Absolutismus duellierten sich dort frühmorgens die französischen Edelmänner (französisch gentilshommes) mit Degen oder Pistolen. 1929 wurden der Bois de Boulogne und der etwa gleich große Bois de Vincennes offiziell in die Stadt Paris eingegliedert. Heute repräsentieren diese beiden Parks zusammen etwa 80 Prozent der Grünflächen der Stadtgemeinde.
Im Rahmen der Olympischen Sommerspiele 1900 diente der Park als Wettkampfstätte für die Krocketspiele.
Seit dem 19. Jh. war der Park Treffpunkt der Kurtisanen Napoleons III. Seit dem 20. Jh. ist der Park bekannt für die sich dort anbietenden Prostituierten. Anfangs waren dies noch einheimische Französinnen, seit den 2000ern vornehmlich südamerikanische Transvestiten und Transgeschlechtliche
.

## Bestandteile des Parks

Bois de Boulogne

Der Bois de Boulogne beheimatet einige kulturelle Angebote.

### Wasserflächen

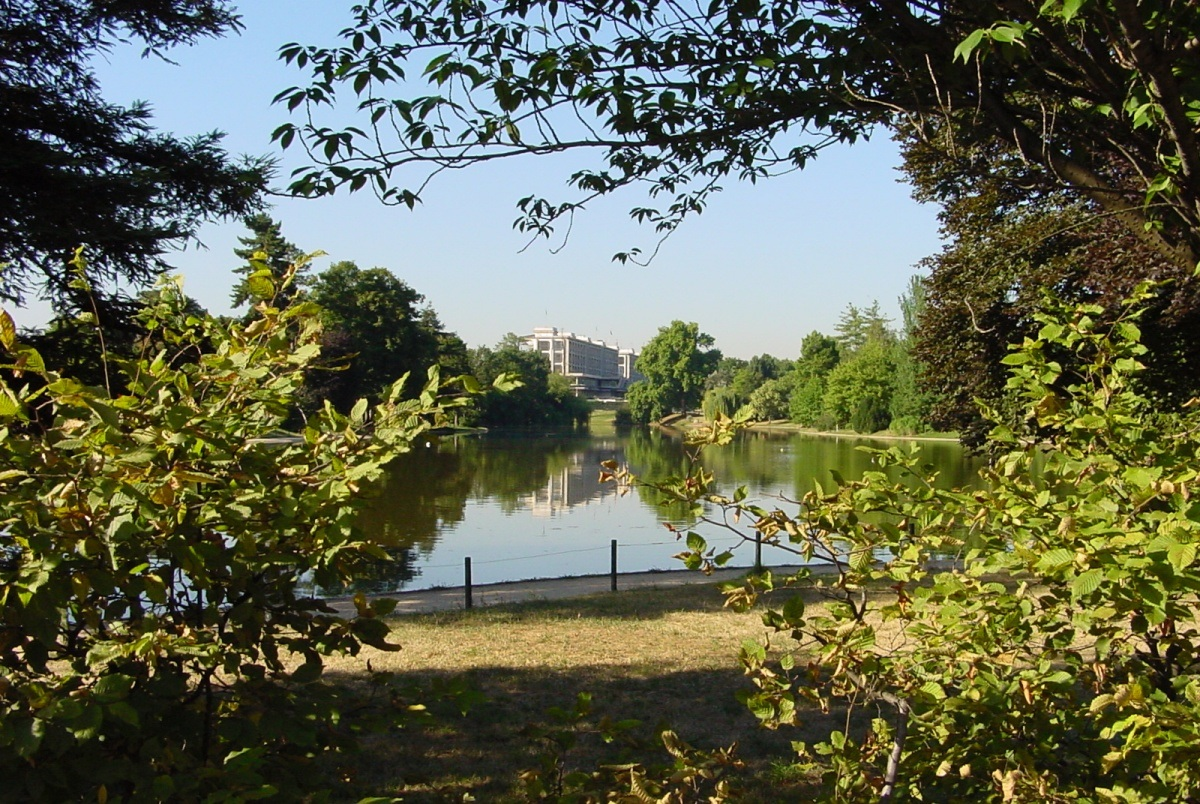
Lac supérieur („Oberer See“)

- Lac Inférieur (aus 1853) ist der größte See im Park, er ist 1152 Meter lang und 100 Meter breit. Auf dem 412 Meter langen oberen See (französisch Lac supérieur) sind Bootsfahrten möglich.
- Grande Cascade (1856) ist ein 14 Meter hoher künstlicher Wasserfall, der aus Felsen von Fontainebleau besteht.
- Etang de reservoir ist das Vorratsbecken für die Grande Cascade.
- Rouisseau de Longchamp (1855) ist der größte künstliche Fluss im Park.
- Mare de Saint-James ist ein See mit zwei Inseln für Vögel und Kleintiere.

### Gärten
- Parc de Bagatelle (1777) blieb in Privatbesitz, bis die Stadt Paris das Areal 1905 erwarb.
- Jardin d’Acclimatation (1860) als Zoo eröffnet, ist heute ein Kinderpark.
- Jardin des Serres d’Auteuil (1898) ist ein botanischer Garten mit Gewächshäusern.

### Sportanlagen
- Hippodrome de Longchamp (1857) ist die wichtigste Pferderennbahn in Paris, 1856 begonnen und im März 1857 eingeweiht.
- Auteuil Hippodrome (1873) ist für Hindernisrennen gebaut.
- Stade Roland Garros (1927) ist das größte französische Tennisareal.

Außerdem gibt es Fußballplätze, Flächen für das Boule-Spiel und Picnic-Areale.

### Sonstiges
Von der Porte Maillot führt eine Schmalspurbahn zum Jardin d’Acclimatation, Le Petit Train du Jardin d’Acclimatation.

## Lage
Der Bois de Boulogne liegt im Nordwesten von Paris zwischen Neuilly-sur-Seine und Boulogne-Billancourt und wird im Norden durch die Seine begrenzt.